# Gästrikland
A Gästrikland ( ouça a pronúncia), raramente Gestricia  (em latim: Gestrikalandia), é uma província histórica da Suécia, localizada no sudeste da região histórica da Norlândia, junto ao Mar Báltico. 
É conhecida como a "Porta da Norrland" por ser uma zona de transição entre as duas regiões históricas da Svealand e da Norrland.

Com uma área de 4 696 km², ocupa 1% da superfície total do país, e tem uma população de aproximadamente 156 869 habitantes (2023).                                                                                 É a província mais pequena da Norlândia, e está praticamente toda coberta de florestas de pinheiros e abetos.

Como província histórica, a Gästrikland não possui funções administrativas, nem significado político, mas está diariamente presente nos mais variados contextos, como por exemplo em HMS Gästrikland (antigo contratorpedeiro) e Gästriklands Ishockeyförbund (federação regional de hóquei no gelo).

A princesa Madalena, filha mais nova do rei Carlos XVI e da rainha Sílvia, tem o título oficial de Sua Alteza Real, a princesa Madalena da Suécia, Duquesa da Hälsingland e Gästrikland.

## Etimologia e uso
O nome geográfico sueco Gästrikland provém das palavras nórdicas gæstrikar (nome antigo dos habitantes da região) e land (terra), significando ”terra dos gästrikar”.
O termo está registado em sueco antigo no século XIII como Gästrikaland e Gestricaland.
Aparece traduzido para latim como Gestrikalandia no século XIII.

Em textos em português costuma ser usada a forma original "Gästrikland".

| “ | Todos os modelos serão entregues na província de Gästrikland, costa leste da Suécia. | ” |

## Província histórica e Condado atual
A maior parte da província histórica da Gästrikland constitui juntamente com a província histórica da Hälsingland o atual condado de Gävleborg.

A Província histórica da Gästrikland
A Província histórica da Hälsingland
O Condado da Gävleborg

## Geografia
A Gästrikland está  coberta de florestas na sua maior parte. Apresenta um terreno plano no lado leste e sul, e um solo acidentado no lado norte e oeste, com numerosos lagos e charcos.
| - Limites: Norte – Hälsingland, Leste – Mar de Bótnia , Sul – Uppland, Oeste – Dalarna - Condados: Gävleborg - Montanhas - Lustigknopp (402 m) - Rios - Dal, Gavle - Lagos - Grande Lago (Storsjön) - Cidades Gävle, Sandviken - Localidades - Hofors, Valbo, Ockelbo |

### Cidades
As maiores cidades da Gästrikland são Gävle e Sandviken (2020).

| - Gävle - Sandviken |

## Comunicações
A Gästrikland é atravessada de norte a sul pela E4 (Estocolmo-Gävle-Sundsvall), seguindo a orla costeira do mar Báltico, desde a Uppland até à Hälsingland, e pela E16 (Falun-Sandviken-Gävle), no sentido este-oeste.
A província é igualmente atravessada pela Linha da Costa Leste (Estocolmo–Gävle–Sundsvall), pela Linha do Norte (Estocolmo–Gävle–Luleå) e pela Linha de Berslagen (Gävle–Sandviken–Falun).
Dispõe do aeroporto de Gävle, a 15 km da cidade, e do porto de Gävle, a poucos quilómetros do centro da cidade.

## Economia
A industrialização da Gästrikland começou no século XIV com a abertura de minas de ferro – hoje em dia todas encerradas. A pouco e pouco foram iniciadas fábricas de ferro. Nos nossos dias existem algumas siderurgias onde onde é produzido aço e pecas metálicas. A maior dessas siderurgias está em Sandviken, conhecida pelo fabrico de serras e de peças de metal duro.  As abundantes florestas levaram igualmente à produção de papel e pasta de papel. Na cidade de Gävle há uma importante fábrica de café.

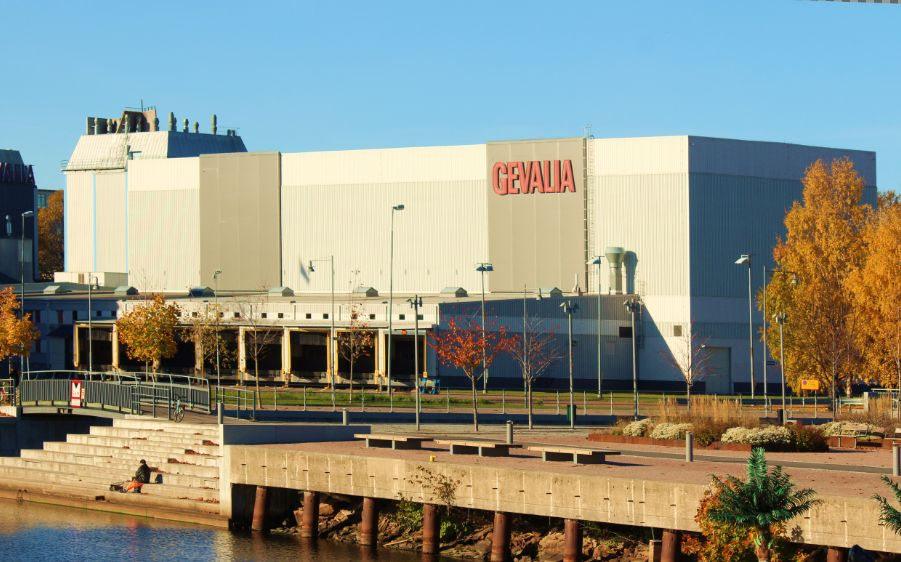
A fábrica de café Gevalia, em Gävle

## Património histórico, cultural e turístico
Entre os pontos turísticos mais procurados atualmente estão: 

- Parque de Furuvik (Furuviksparken; parque de diversão e jardim zoológico em Furuvik, perto da cidade de Gävle)
- Jardins de Wij (Wij trädgårdar; parque ajardinado de antiga mansão e fábrica de ferro em Ockelbo)
- Museu Ferroviário Sueco (Sveriges järnvägsmuseum; museu nacional de história ferroviária, em Gävle)
- Aldeia piscatória de Bönan (Fiskeläget Bönan; antiga aldeia piscatória e mais tarde estância de férias de verão, hoje em dia atração turística, a 14 km a norte de Gävle)

## Galeria

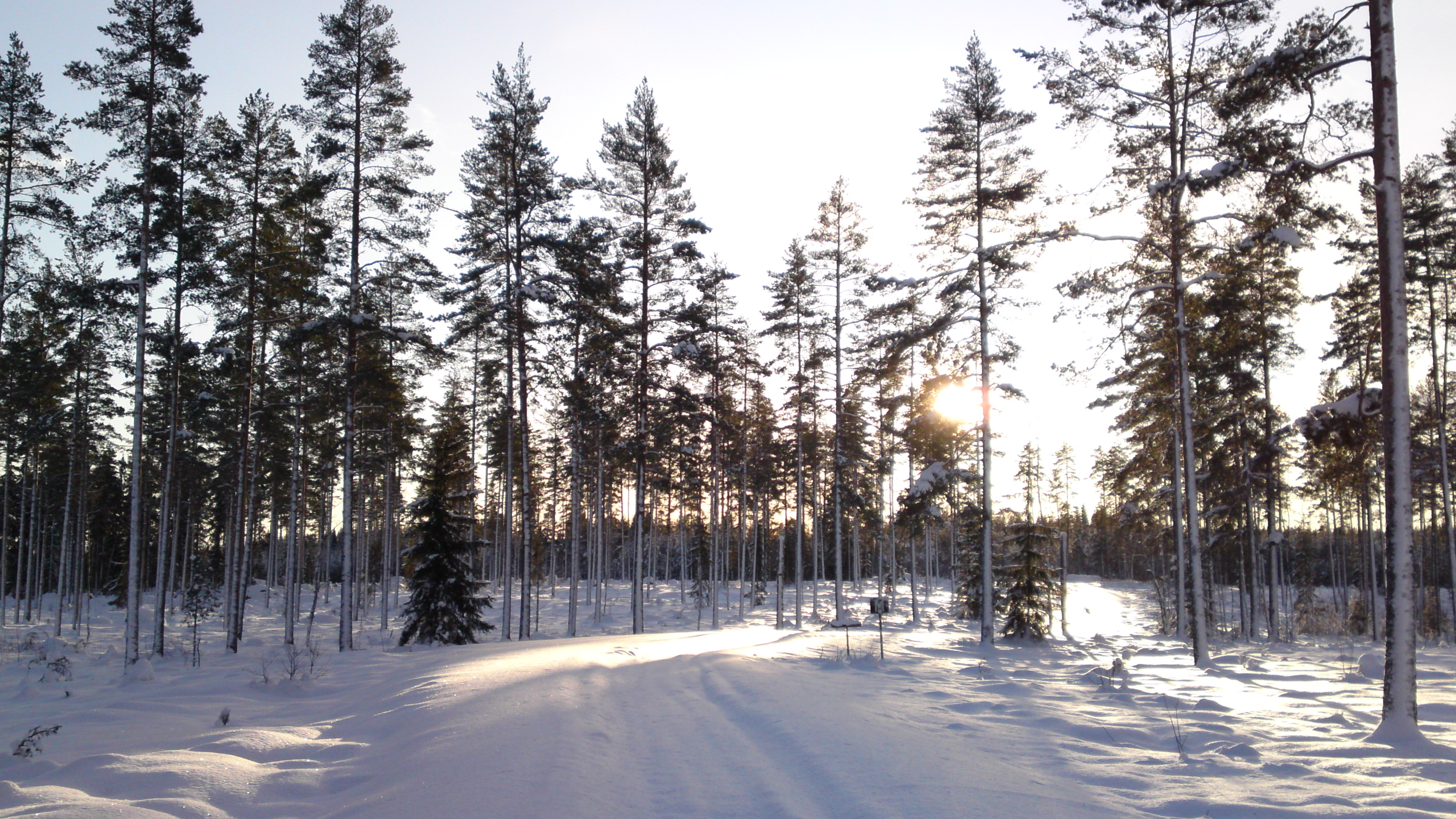
Sol de janeiro
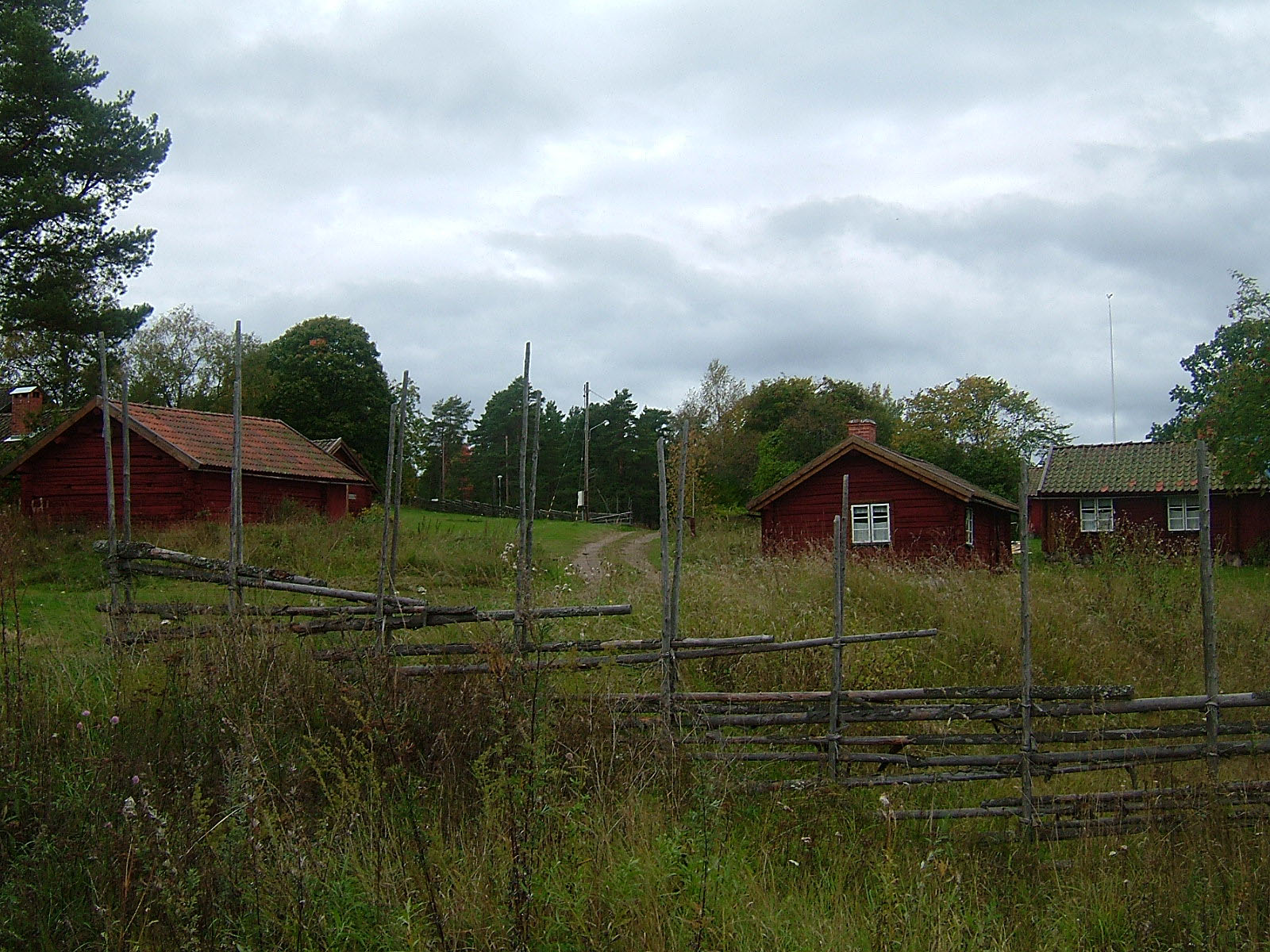
Österfärnebo no outono
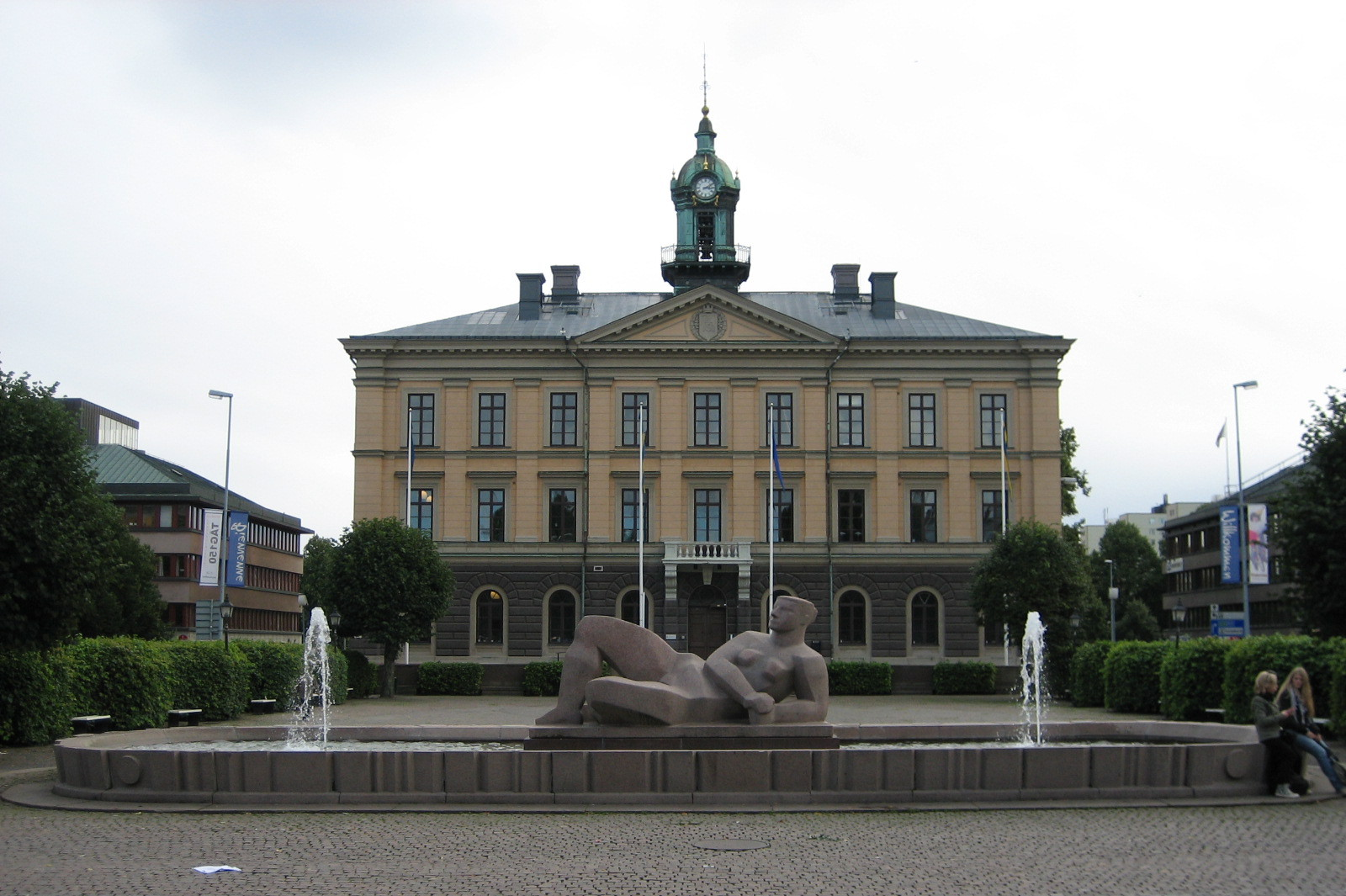
A câmara municipal/prefeitura de Gävle
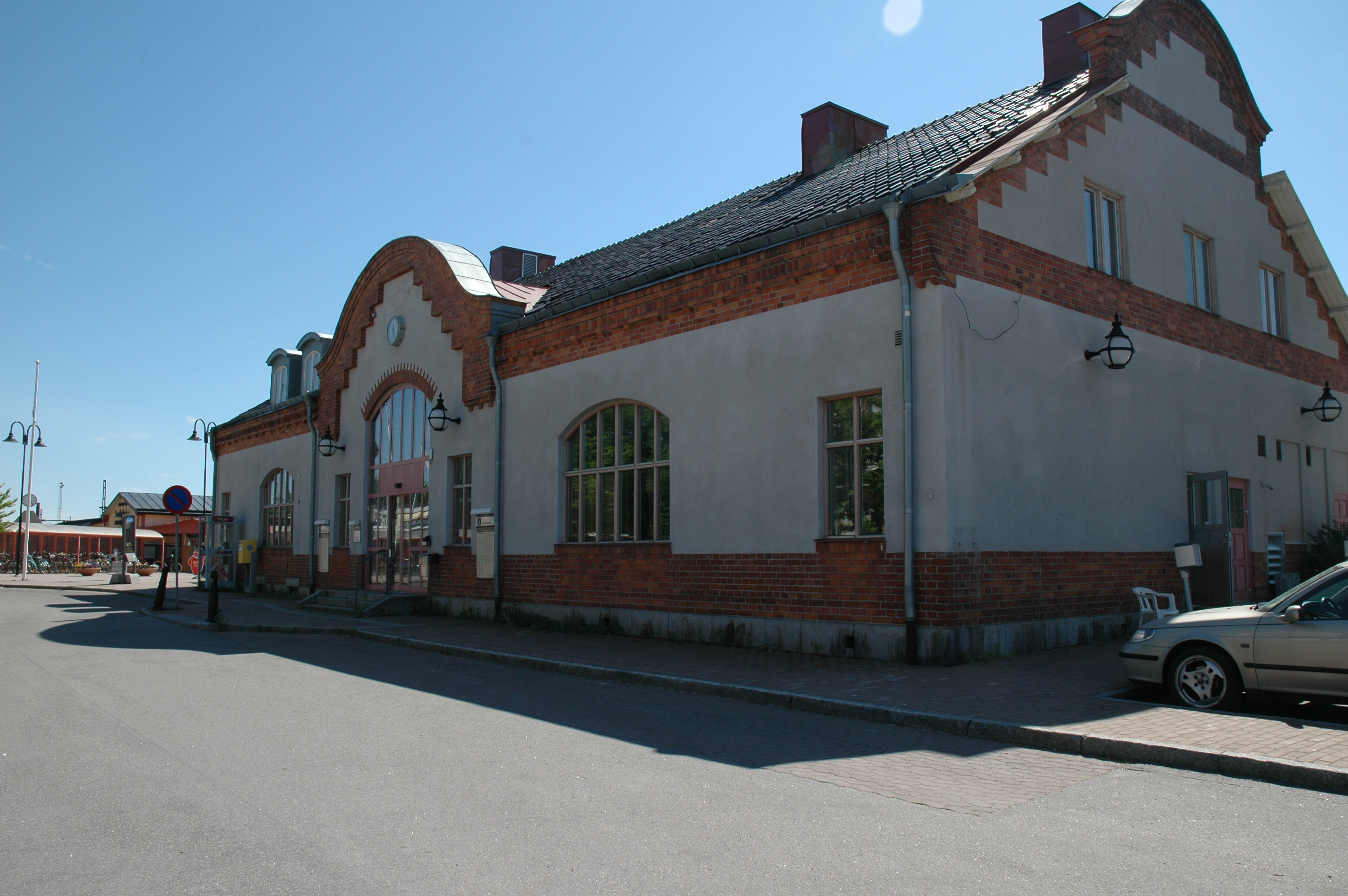
A estação ferroviária de Sandviken
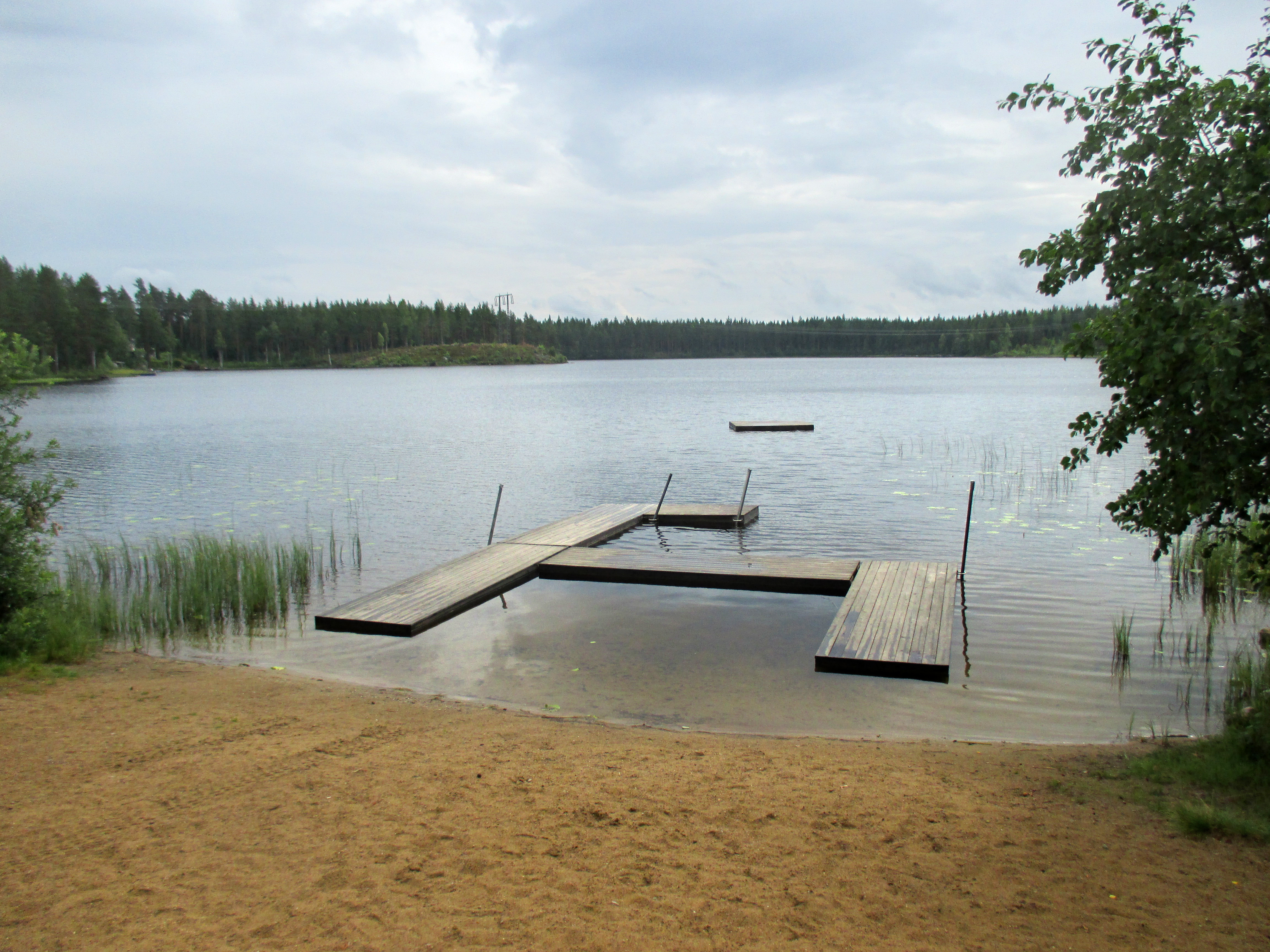
O lago Lissrännsjön em Ockelbo